# Uduba platnicki
Uduba platnicki is een spinnensoort uit de familie Udubidae. De soort komt voor in Madagaskar.